# Odontria velutinum
Odontria velutinum är en skalbaggsart som beskrevs av Given 1952. Odontria velutinum ingår i släktet Odontria och familjen Melolonthidae. Inga underarter finns listade i Catalogue of Life.